# Thelypteris macra
Thelypteris macra är en kärrbräkenväxtart som beskrevs av Alan Reid Smith. Thelypteris macra ingår i släktet Thelypteris och familjen Thelypteridaceae. Inga underarter finns listade.